# Jordan Pickford
Jordan Lee Pickford, född 7 mars 1994 i Washington i Tyne and Wear, är en engelsk fotbollsmålvakt som spelar för Everton. Han representerar även Englands herrlandslag.

## Klubbkarriär
Pickford tillbringade lång tid i Sunderland som junior och tillhörde även seniorlaget som utlånad under flera år tills han tog sig in i startelvan under 2016.
Den 15 juni 2017 värvades Pickford av Everton, där han skrev på ett femårskontrakt. Den 24 februari 2023 förlängdes kontraktet till sommaren 2027.